# Reggenza di Kotawaringin Occidentale
La reggenza di Kotawaringin Occidentale (in indonesiano: Kabupaten Kotawaringin Barat) è una reggenza dell'Indonesia, situata nella provincia di Kalimantan Centrale.